# Gare de Chaiba
La gare de Chaiba est une gare ferroviaire algérienne située sur le territoire de la commune de Sidi Amar, dans la wilaya d'Annaba.

## Situation ferroviaire
La gare est située dans la localité de Chaiba dans l'est de la commune de Sidi Amar, sur la ligne d'Annaba à Sidi Amar. Elle est précédée de la gare de Sidi Achour et suivie de celle de Sidi Amar.

## Service des voyageurs

### Desserte
Située à proximité du pôle universitaire Sidi Amar de l'université Badji Mokhtar d'Annaba, la gare est desservie par les trains régionaux de la liaison Annaba - Sidi Amar,.